# Namibia Maritime Museum
Das Namibia Maritime Museum ist das nationale Schifffahrts- und Meereskunde-Museum Namibias.
Es befindet sich in der Hafenstadt Lüderitz im historischen Kraftwerk als Teil der Lüderitz Waterfront und wurde im September 2024 nach mehrjähriger Bauzeit eröffnet. Es handelt sich um das größte Museum seiner Art in Afrika.
Das Museum ersetzt und erweitert die private Sammlung „Lüderitz Maritim“ von Angel Tordesillas. Auf fünf Stockwerken und 2500 Quadratmetern Ausstellungsfläche wird die Schifffahrts- und Meeresgeschichte des Landes dargestellt.